# 水上旅游
水上旅游（英語：Nautical tourism）是在假日或闲暇时间通以船作为工具在水上游玩的一种旅游方式，水上旅游有船岸互动、消费链长和特色项目附加值高等特点。在水资源比较发达的地区，水上旅游比较受欢迎。